# Irakli Kortua
Irakli Kortua, gruz. ირაკლი ქორთუა (ur. 5 października 1987 w Gagrze, Abchaska ASRR) – gruziński piłkarz, grający na pozycji obrońcy.

## Kariera piłkarska

### Kariera klubowa
Rozpoczął karierę piłkarską w FC Gagra. Zimą 2005 przeszedł do Dynama Kijów. Jednak nie potrafił zagrać w podstawowym składzie Dynama i występował w drugiej lub rezerwowej drużynie Dynama. Potem występował w Blāzma Rēzekne. Potem występował w klubach Dinaburg FC i FC Gagra.